# Roger Westman
Roger Ulick Branch Westman (16. September 1939 – 29. April 2020) war ein englischer Architekt und Designer. Bekannt wurde er durch seine funktionalistischen und modernistischen Entwürfe in der Architektur des späten 20. Jahrhunderts.

## Leben
Westman wurde an der Latymer Upper School und der Architectural Association ausgebildet. Er begann seine Karriere in der Architekturplanungsabteilung der Gemeinde Lambeth und arbeitete mit Edward Hollamby und Rosemary Stjernstedt an „Central Hill Estate“, einer 1974 fertiggestellten Sozialwohnungssiedlung. Westman entwarf eine große Anzahl von Häusern in Hampstead, Hampstead Garden Suburb und Highgate.
Er war einer der ersten britischen Architekten, der Pionierarbeit für nachhaltige  Architektur leistete. Westman erschien 1967 im Dokumentarfilm Faces of Architecture. Westman schrieb ausführlich über die Bedeutung einer nachhaltigen Architektur.
Westman war seit seiner Gründung im Jahr 1979 Mitglied der Twentieth Century Society (C20). Er war maßgeblich an der Restaurierung und Erhaltung vieler Gebäude des frühen 20. Jahrhunderts in Großbritannien beteiligt. 1984 wurde Westman mit dem Architekturpreis der ETH Zürich für Nachhaltigkeit ausgezeichnet. Er entwarf auch Museumsgebäude in Stockholm und Kopenhagen.
Westman lehrte Architektur an vielen Universitäten, darunter an der Technischen Universität München, ETH Zürich, University of Cambridge, und Königliche Technische Hochschule. Seine Vorträge konzentrierten sich hauptsächlich auf die Zukunft des sozialen Wohnungsbaus, die Stadtplanung und praktische Strategien nachhaltiger Architektur.

## Auszeichnungen
- RIBA South West Award (1980)
- RIBA National Award (1982)
- ETH Zürich Architecture Prize (1984)
- V&A Illustration Award (1989)
- Kasper Salin Prize (1989)
- Swiss Architectural Award (1991)
- Eckersberg Medal (1993)
- RIBA National Award (1996)
- RIBA President’s Award (1997)
- Commission for Architecture and the Built Environment (1999)
- European Solar Prizes (urban planning) (2000)